# Wasatchkette
Die Wasatchkette (englisch Wasatch Range oder Wasatch Mountains) [ˈwɑːsætʃ] ist ein Gebirgszug der Rocky Mountains. 
Die Bergkette liegt im nordöstlichen Teil des Großen Beckens und erstreckt sich vom zentralen Utah in nördliche Richtung – vorbei am Großen Salzsee – bis kurz hinter die Bundesgrenze von Idaho. Sie ist rund 350 km lang und durchschnittlich etwa 3000 Meter hoch. Die höchsten Erhebungen sind Mount Timpanogos und Mount Nebo mit einer Höhe von mehr als 3600 Metern.
Im Jahr 2002 fanden hier die Olympischen Winterspiele statt. 
Westlich unterhalb der Wasatchkette erstreckt sich im zentralen Teil des US-Staates Utah die Metropolregion der Wasatch Front, in der 80 % der Bevölkerung des Bundesstaats leben.